# 电极

电极（electrode）是用以与电路中非金属部分（例如半导体、电解质、真空、空气等）建立电接触的电导体，作为传导（输入或导出）电子的端，或作为传递电信号的器件。电极的“正负极”是以电势高低作区别，“阳阴极”是以氧化或还原反应作区别；正负极与阳阴极没有必然固定的关系。
正极（positive electrode）的定义是：原电池或电解池中电势较高的电极；反之，负极（negative electrode）定义则是：原电池或电解池中电势较低的电极。阳极（anode）是：电池或电解池中进行氧化反应的电极；阴极（cathode）是：电池或电解池中进行还原反应的电极。

## 电极在电化学电池的意义
在电化学电池中，电极是两个电子传导部件，电流通过它们进入或离开电池，也是与电解质溶液发生氧化还原反应的位置；其结构可以是简单的金属棒、金属片或更复杂的复合结构。电化学电池中的的电极有正负之分，正極指電位（電勢）較高的一端，負極指電位較低的一端。一般正极为阴极，是电子进入电池的电极，其获得电子发生还原反应；负极则为阳极，是电子离开电池的电极，其失去电子发生氧化反应。电极根据电池的类型，可由多种材料构成（如：金属、含金属物质、碳、其他非金属），只要能与电解质溶液交换电子，即可作为电极。
须注意的是：一个电极角色不必然永久固定，其可根据电子流动的方向改变，而交换扮演阳极或阴极；此外，“双极电极”的类型则可同时充当一个电池的阳极和另一个电池的阴极。

## 电极的其他意义

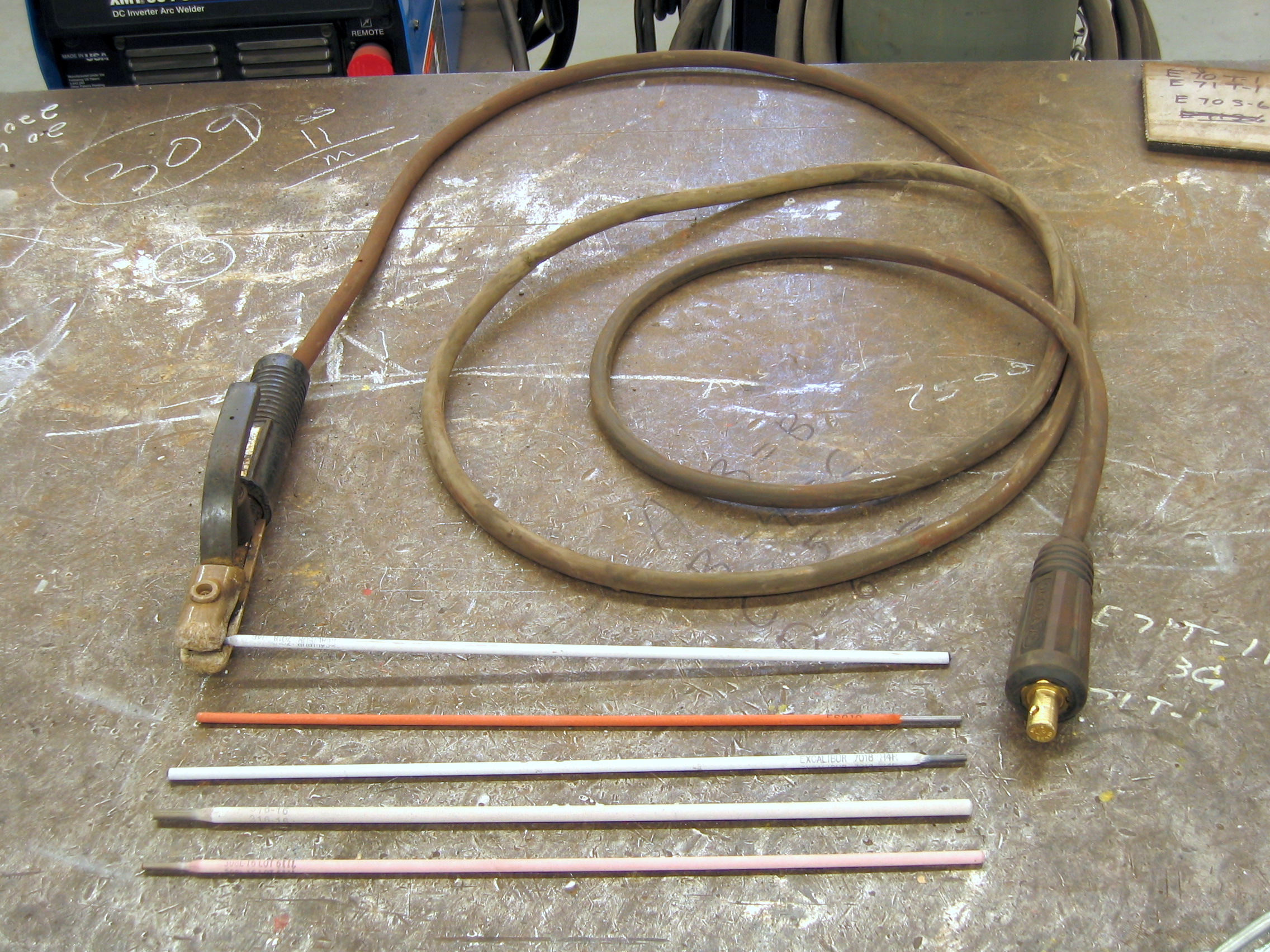
用於電弧焊的電極

在电化学分析中，电极是将溶液浓度转换成电信号的一种传感器。其中，“第一类电极”是指金属及所接触溶液内金属离子共组的体系；“第二类电极”是指覆盖难溶化合物的金属及所接触溶液内该化合物阴离子共组的体系。
在神经电生理中，电极是用来接收电信号或施加电刺激的测量仪器器件。例如：肌电图检查中的记录电极、刺激电极和接地电极等。
在机械工程的熔焊中，电极是用以传导电流使母材和焊材熔化的器件，其本身也可以是焊材。

## 分类
- 按材料分为：
  - 金属电极
  - 膜电极
  - 微电极
  - 化学修饰电极
- 按作用分为：
  - 指示电极（英语：Indicator electrode）
  - 工作电极（英语：Working electrode）
  - 参比电极
  - 辅助电极（英语：Auxiliary electrode）
- 按性质分为:
  - 极化电极
  - 去极化电极